# 韦尔河畔奥拉杜尔
韦尔河畔奥拉杜尔（法語：Oradour-sur-Vayres，法語發音：[ɔʁaduʁ syʁ vɛʁ]）是法国新阿基坦大区上维埃纳省的一个市镇，属于罗什舒阿尔区。

## 地理
韦尔河畔奥拉杜尔（45°43'57"N, 0°52'1"E）面积39.09 平方千米，位于法国新阿基坦大区上维埃纳省，该省份为法国中西部省份，北起顺时针与安德尔省、克勒兹省、科雷兹省、多爾多涅省、夏朗德省和维埃纳省接壤。
与韦尔河畔奥拉杜尔接壤的市镇（或旧市镇、城区）包括：戈尔河畔圣洛朗、尚帕尼亚克-拉里维耶尔、屈萨克、圣奥旺、圣巴齐尔、韦尔。

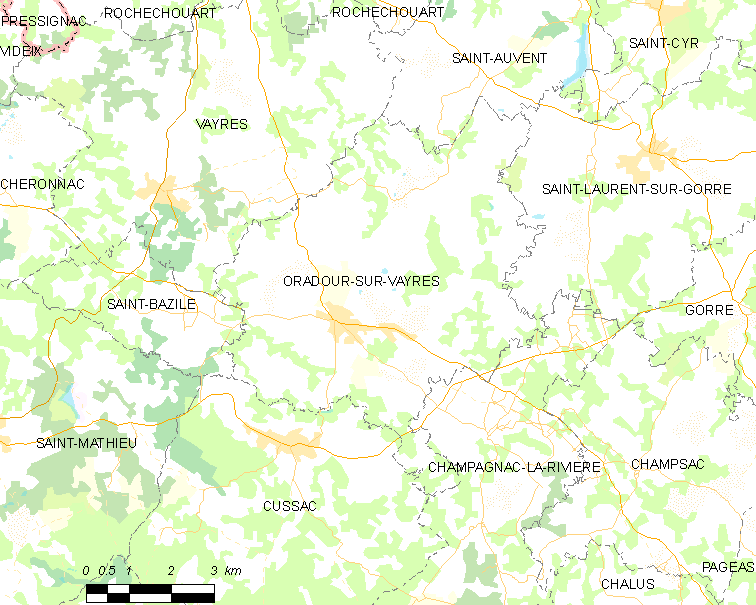
韦尔河畔奥拉杜尔的OSM定位图

韦尔河畔奥拉杜尔的时区为UTC+01:00、UTC+02:00（夏令时）。

## 行政
韦尔河畔奥拉杜尔的邮政编码为87150，INSEE市镇编码为87111。

## 政治
韦尔河畔奥拉杜尔所属的省级选区为罗什舒阿尔县。

## 人口

1962-2008年间韦尔河畔奥拉杜尔人口变化图示

韦尔河畔奥拉杜尔于2022年1月1日时的人口数量为1602人。